# Microgramma
Microgramma es un género de helechos perteneciente a la familia  Polypodiaceae. Es originario de América y África. Están descritas 43 especies de las cuales solo 28 han sido aceptadas hasta la fecha.

## Descripción
Son especies epífitas o raramente rupícolas; rizoma largamente rastrero, escamoso, las escamas aciculares a lanceoladas, peltadas, no clatradas; hojas estériles y fértiles, monomorfas a marcadamente dimorfas. Con las fértiles más largas y angostas que las estériles; filopodios articulados a cortos; lámina entera, ovada a elíptica u oblonga; nervaduras anastomosadas; soros redondeados u (en M. persicariifolia ) oblongos, en una sola hilera entre el raquis y el margen; parafisos presentes (aunque escasos, inconspicuos, y aparentemente ausentes en unas pocas especies), de escamas angostas o filiformes o de tricomas pluricelulares; número de cromosomas x=37.

## Hábitat
Microgramma es un género de tierras bajas, encontrándose primariamente desde 0-600 m. Es semejante a Pleopeltis pero difiere por sus escamas del rizoma no clatradas y (generalmente) sus parafisos no peltados.

## Taxonomía
Microgramma fue descrito por Karel Presl y publicado en Tentamen Pteridographiae 213. 1836. La especie tipo es: Microgramma persicariifolia (Schrad.) C. Presl. 

## Especies aceptadas
A continuación se brinda un listado de las especies del género Microgramma aceptadas hasta junio de 2012, ordenadas alfabéticamente. Para cada una se indica el nombre binomial seguido del autor, abreviado según las convenciones y usos:
- Microgramma baldwinii Brade
- Microgramma bismarckii (Rauh) B. León
- Microgramma cordata (Desv.) Crabbe
- Microgramma crispata (Fée) R.M. Tryon & A.F. Tryon
- Microgramma dictyophylla (Kunze ex Mett.) de la Sota
- Microgramma fuscopunctata (Hook.) Vareschi
- Microgramma galatheae (C. Chr.) Crabbe
- Microgramma geminata PRESL
- Microgramma heterophylla (L.) Wherry
- Microgramma latevagans (Maxon & C. Chr.) Lellinger
- Microgramma lindbergii (Mett. ex Kuhn) de la Sota
- Microgramma lycopodioides (L.) Copel.
- Microgramma mauritiana (Willd.) Tardieu
- Microgramma megalophylla (Desv.) de la Sota
- Microgramma mortoniana de la Sota
- Microgramma nitida (J. Sm.) A.R. Sm.
- Microgramma owariensis (Desv.) Alston
- Microgramma percussa (Cav.) de la Sota
- Microgramma persicariifolia (Schrad.) C. Presl
- Microgramma piloselloides (L.) Copel.
- Microgramma recreense (Hieron.) Lellinger
- Microgramma reptans (Cav.) A.R. Sm.
- Microgramma rosmarinifolia (Kunth) R.M. Tryon & A.F. Tryon
- Microgramma squamulosa (Kaulf.) de la Sota
- Microgramma tecta (Kaulf.) Alston
- Microgramma thurnii (Baker) R.M. Tryon & Stolze
- Microgramma ulei (Ule) Stolze
- Microgramma vacciniifolia (Langsd. & Fisch.) Copel.